# Стратегия в реальном времени

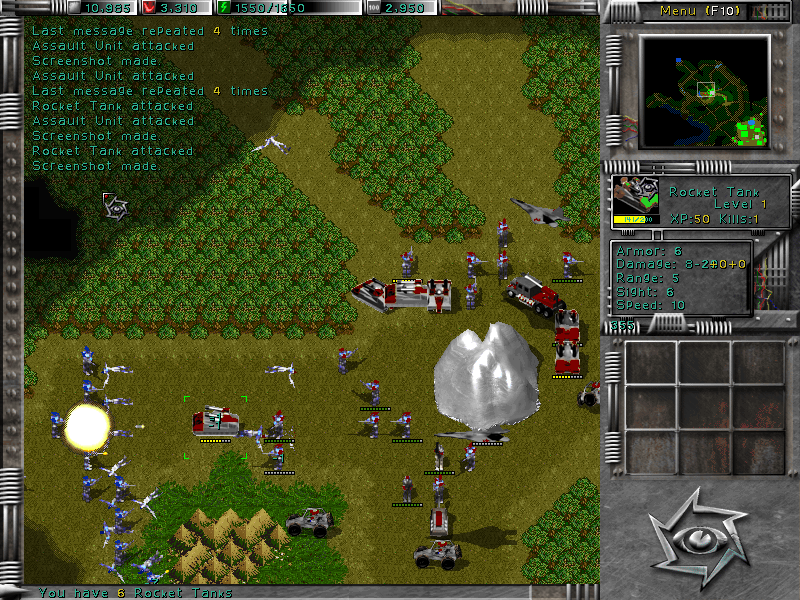
Battle of Survival, пример стратегии в реальном времени с двухмерной графикой, с пользовательским интерфейсом, типичным для ранних игр жанра

Страте́гия в реа́льном вре́мени (англ. real-time strategy, RTS) — жанр стратегических компьютерных игр, в которых отсутствует «очерёдность ходов» (в отличие от компьютерных или настольных пошаговых стратегий).
Участники стратегии в реальном времени позиционируют и маневрируют подразделениями и сооружениями, находящимися под их контролем, для защиты районов карты и / или уничтожения активов своих оппонентов. В типовой RTS в ходе игры можно создавать дополнительные подразделения и сооружения. Обычно это ограничивается требованием расходования накопленных ресурсов. Эти ресурсы, в свою очередь, получаются путем контроля специальных точек на карте и / или обладания определенными типами единиц и структур, предназначенных для этой цели. Более конкретно, типичная игра жанра RTS включает сбор ресурсов, постройку базы, внутриигровую технологическую разработку и косвенный контроль подразделений.
Термин «стратегия в реальном времени» был придуман Бреттом Сперри при выводе игры Dune II на рынок в начале 1990-х годов. Однако, он не был замечен критиками и в повсеместное использование термин вошёл на рубеже 2000-х годов
Задачи, которые игрок должен выполнить для успеха в RTS, могут быть очень требовательными, поэтому, для того чтобы помочь справиться с задачей, развивались сложные пользовательские интерфейсы. Некоторые функции были заимствованы от сред рабочего стола; например, метод «щелчка и перетаскивания» для выбора всех единиц в данной области. Хотя некоторые другие жанры имеют концептуальные и геймплейные сходства с шаблоном RTS, признанные жанры, как правило, не считаются RTS играми. К примеру, градостроительные симуляторы, симуляторы бога и тактики в реальном времени обычно не считаются «стратегией в реальном времени».

## Игровой процесс

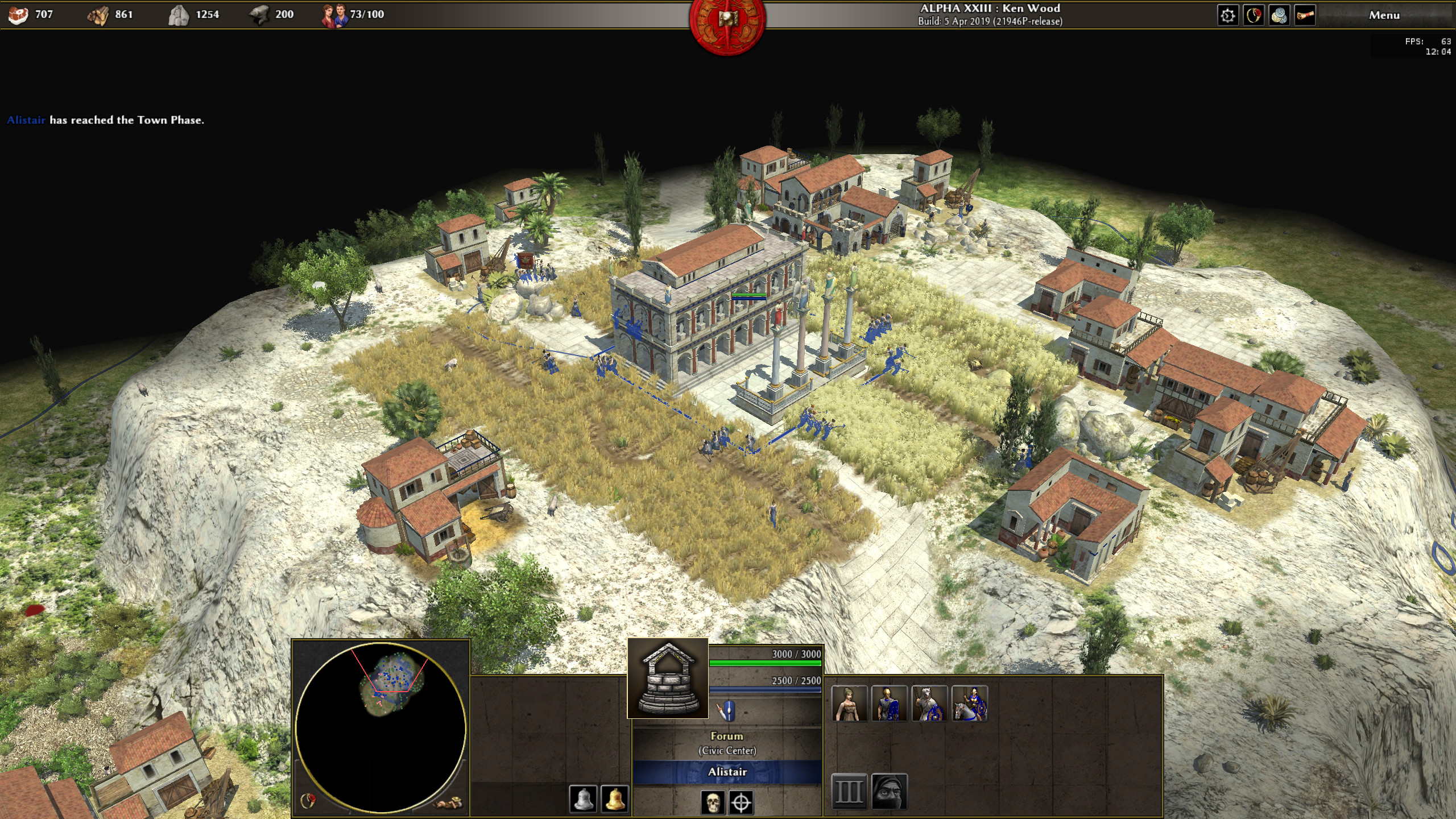
Скриншот игры 0 A.D., показывающий типичное расположение элементов управления на экране: обзор имеющихся в распоряжении игрока ресурсов (слева сверху), мини-карта (слева снизу) и описание выбранного юнита (снизу в центре).

Интерфейс стратегий в реальном времени обычно состоит из карты игрового мира, отображающего информацию о постройках и юнитах, а также из информационной панели, содержащей данные о производстве и использовании ресурсов, о выбранных юнитах и о выполняющихся командах. Помимо этого, некоторые игры содержат мини-карту, схематично показывающую весь игровой мир. Для управления в RTS используются мышь и сочетания клавиш на клавиатуре.
Игровой процесс стратегий в реальном времени состоит из управления имеющимися ресурсами на карте для получения победы. Изначально, игроку доступны несколько базовых юнитов, способных создавать новые здания и новых юнитов. Используя их, игрок должен развиваться, собирая и накапливая доступные на карте ресурсы. Зачастую, стратегии в реальном времени содержат дерево развития, которое позволяет разблокировать новые постройки или создавать более продвинутых юнитов. Некоторые игры требуют от игрока создания им армии, необходимой для защиты от внешних угроз или для нападения на других игроков.
Хотя для большинства стратегий в реальном времени накопление ресурсов является ключевой составляющей, некоторые отдельные игры делают большой акцент на том, как игрок использует доступных ему юнитов в сражениях (например, Z: Steel Soldiers награждает игрока за занятую им территорию, нежели за собранные ресурсы). Такие игры выделяют в отдельный жанр: «Тактика в реальном времени».

### Микроконтроль и макроконтроль
Два ключевых аспекта большинства стратегий в реальном времени — это микроконтроль, включающий в себя управление большим количеством отдельных юнитов, построек и ресурсов на карте игры, и макроконтроль, то есть широкомасштабное экономическое развитие, связанное с распределением ресурсов и с долгосрочным стратегическим планированием. Управление юнитами связано с принятием большого количества тактических решений в настоящем времени, в то время как макроконтроль требует от игрока представления о развитии игры на более длительные отрезки времени.

## История жанра

### Зарождение
Ars Technica, отмечая, что Herzog Zwei 1989 года часто называют «первой стратегической игрой в реальном времени», прослеживает корни жанра к Utopia 1981 года, и отмечает игру как «рождение жанра», с элементом «реального времени», который на тот момент был «практически неслыханным», что сделало её «возможно самым ранним предком жанра стратегии реального времени». Согласно Ars Technica, Utopia была пошаговой стратегической игрой с гибридными элементами, которые работали «в режиме реального времени, но события происходили в обычном пошаговом цикле». По словам Бретта Вайсса, Utopia часто называют «первой стратегической игрой в реальном времени». Согласно Мэтту Бартону и Биллу Лоджидику, Utopia «помогла создать шаблон» для жанра, но «имеет больше общего с SimCity, чем с Dune II и более поздними играми». Бартон также упоминает Cytron Masters 1982 года, заявив, что это «одна из первых (если не первая) стратегий в реальном времени». С другой стороны, Скотт Шарки из 1UP утверждает, что, хотя Cytron Masters «пыталась быть стратегий в реальном времени», она была «намного более тактической, чем стратегической» из-за «невозможности постройки единиц или управления ресурсами». В декабре 1982 года журнал BYTE опубликовал листинг программы для Apple II под названием Cosmic Conquest. Игра была победителем ежегодного игрового конкурса журнала, и автор описал её как «однопользовательскую игру в режиме реального времени с принятием стратегических решений». Журнал назвал игру «космической стратегией в реальном времени». В игре были элементы управления ресурсами и варгейма.
В Соединенном Королевстве самыми ранними стратегическими играми в реальном времени являются Stonkers 1983 года от Джона Гибсона и компании Imagine Software, и Nether Earth 1987 года, изданные для ZX Spectrum. В Северной Америке старейшей игрой, ретроспективно классифицированной несколькими источниками как стратегией в реальном времени, является The Ancient Art of War 1984 года, разработанная Дэйвом и Барри Марри из Evryware, продолжение которой, The Ancient Art of War at Sea, вышло в 1987 году.
В Японии самым ранним прародителем RTS является Bokosuka Wars 1983 года, ранняя тактическая ролевая игра. В игре действие происходит вокруг игрока, ведущего армию через поле битвы против вражеских солдат в режиме реального времени, по пути рекрутируя солдат, и поэтому Рэй Барнхольт из 1UP.com считает её ранним прототипом стратегии в реальном времени. Другой ранней игрой с элементами RTS считается Gain Ground 1988 года от Sega, стратегический экшен, в котором надо вести отряды на различных уровнях, заполненными врагами. Игра 1988 года Herzog от TechnoSoft считается предшественником жанра, являясь предшественницей Herzog Zwei и будучи несколько схожей по своей природе, однако также считается довольно примитивной в сравнении.
IGN упоминает игру Herzog Zwei, изданную в 1989 году для домашней игровой приставки Sega Mega Drive/Genesis как, «возможно первую RTS вообще», и, согласно Ars Technica, её часто называют «первой стратегией в реальном времени». Она объединила традиционный стратегический игровой процесс с полноценным экшеном аркадного стиля в режиме реального времени, и имела режим игры с разделённым экраном, когда оба игрока действуют одновременно, и отсутствуют паузы между действиями, что вынуждает игроков принимать решения быстро. Механика управления в Herzog Zwei, несмотря на то, что игрок управляет только одной единицей, предвестила «point-and-click» механику последующих игр. Скотт Шарки из 1UP утверждает, что эта игра ввела много жанровых решений, включая постройку подразделений и управление ресурсами, и что управление базами и их разрушение является важным аспектом игры, как и экономический аспект постройки баз. 1UP считает Herzog Zwei важной вехой в жанре и «прародителем всех современных стратегий в реальном времени». Чак Сперри назвал игру Herzog Zwei вдохновительницей Dune II.
Также выделяются игры Mega Lo Mania от Sensible Software, изданная в 1991 году, и Supremacy, также известная как Overlord и изданная в 1990 году. Хотя в этих двух играх не было прямого контроля над военными подразделениями, они обе давали значительный контроль над управлением ресурсами и экономическими системами. Также, у Mega Lo Mania было в наличии продвинутое древо технологий, которое влияло на атаку и оборону. Другая игра 1988 года, Carrier Command от Realtime Games, также требовала от игрока управлять ресурсами и транспортными средствами. Игра 1991 года SimAnt от Maxis также содержала сбор ресурсов и управление армией, которая следует за лидером, которому отдаются команды игроком. Однако, только после выхода в 1992 году игры Dune II от компании Westwood Studios стратегии в реальном времени были выделены в отдельный жанр видеоигр.

### 1992—1998: основные игры

Dune II: The Building of a Dynasty стала шаблоном для последующих стратегий в реальном времени

Хотя стратегии в реальном времени имеют обширную историю, некоторые игры повлияли на восприятие жанра публикой больше, чем другие, в частности игры, выпущенные в 1992—1998 годах компаниями Westwood Studios и Blizzard Entertainment.
Вдохновлённая Herzog Zwei, Populous, Eye of the Beholder, и пользовательским интерфейсом Macintosh, игра Dune II: The Building of a Dynasty, изданная в 1992 году компанией Westwood Studios, содержала все ключевые особенности и механики современной стратегии в реальном времени, которые используются и в настоящее время, такие как использование мыши для перемещения подразделений и сбор ресурсов, и послужила прототипом для поздних стратегий. По словам содизайнера и ведущего программиста Джо Бостича, «преимущество над Herzog Zwei заключается в том, что у нас были мышь и клавиатура. Это значительно облегчило управление игрока, что позволило тому отдавать приказы отдельным подразделениям. Мышь, и прямой контроль, который она позволяла, были важны для создания жанра RTS». Кроме этого, Dune II заложила в основу жанра три разные противоборствующие стороны, концепт кампании и постепенный ввод новых типов войск при прогрессе по отдельным миссиям. Противоборствующие стороны различались сложностью игры за них.
Успех Dune II позволил другим играм также добиться своего успеха. Warcraft: Orcs & Humans, изданная компанией Blizzard в 1994 году, перенесла жанр стратегий из области научной фантастики в фэнтези-мир, переориентировала битвы на рукопашные поединки, ввела различные типы ресурсов, а также стала первой многопользовательской стратегией на персональном компьютере, путём использования соединения по серийному порту или модему. Orcs & Humans также ввела «главное изобретение» в жанре — «резиновую рамку». Резиновая рамка позволила выделять несколько бойцов в группу и потом командовать ею целиком.
Позднее Westwood выпустила игру Command & Conquer, в которой противоборствующие стороны отличались друг от друга, и которая получила продолжение под названием Red Alert в сеттинге альтернативной истории. Обе эти игры соперничали с Warcraft II: Tides of Darkness, изданной в конце 1995 года. Warcraft II существенно расширила игровую механику, доставшуюся от предыдущей игры в серии, Orcs & Humans, введя возможность установления маршрутов для подразделений, и динамический туман войны. Отличием тумана войны в Warcraft II от предыдущих стратегий стало то, что он зависел от дальности зрения подразделений и их местоположения, и ранее разведанная территория становилась непроглядываемой, если некому было следить за ней. Основным нововведением в Tides of Darkness стали «герои» — уникальные именные персонажи, которые гораздо сильнее обычных единиц того же типа, но не должны умирать, поскольку это приводит к провалу миссии.
В 1997 году компания Cavedog Entertainment издала игру Total Annihilation, которая стала одной из первых игр, использовавших трехмерные ландшафт и подразделения. Дизайнер игры Крис Тейлор ввёл возможность задания очередности действий подразделениям и очередность постройки сооружений, когда при завершении одного осуществляется переход к следующему. Также он ввёл условия искусственного интеллекта у подразделения, выбираемые игроком, например, чтобы оно не преследовало врага, пытающегося выманить его. Кроме этого, Total Annihilation ввела супердальнобойную артиллерию, способную стрелять «через несколько экранов», и обратилась к идее из Herzog Zwei с особой командной боевой машиной, введя «командира», способного делать полезные вещи, но при потере которого игрок автоматически проигрывает.
Age of Empires, изданная в 1997 году компанией Ensemble Studios, использовала идею Civilization о техническом прогрессе. Игра использовала «эпохи технологий», когда можно было народ под контролём игрока ввести в бронзовый век и в классическую эру. Успех Age of Empires, в которой игрок мог выбирать из нескольких цивилизаций, различающихся архитектурой, мотивировал ряд разработчиков на создание игр с десятками рас, по геймплею практически идентичных.
И в 1998 году Blizzard Entertainment издала игру StarCraft, научно-фантастическую стратегию в реальном времени, которая ввела три совершенно разные стороны, которые отличаются подходом к победе, и которая отличилась выверенным балансом. В StarCraft соперничают три разные и сбалансированные расы: Терраны, Зерги и Протоссы. Расы отличаются друг от друга намного сильнее, чем в существовавших до этого стратегических играх. При этом, многопользовательский режим был приоритетной целью при разработке StarCraft, и она стала крайне популярной в киберспорте.

### Переход в 3D и развитие

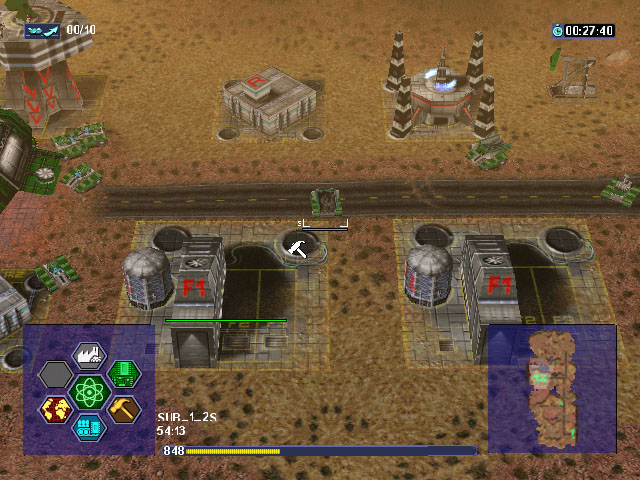
Warzone 2100 развила трехмерную графику, впервые использованную в Total Annihilation

В сентябре 1997 года вышла Dark Reign, которая была первым экспериментом с трехмерностью, и использовала внутреннюю систему высот, которая влияла на дистанцию обзора у единиц. Единица, забравшаяся выше, могла видеть дальше, а также могла прятаться за деревьями и камнями. Первой полностью трехмерной игрой стала Total Annihilation, которая также ввела продвинутую физику. После того, как стало ясно, что постепенно растущих мощностей персональных компьютеров достаточно для полноценных трехмерных игр, остальные разработчики также взялись за создание своих трехмерных стратегий. Такие игры как Shogun: Total War, Emperor: Battle for Dune, и Empire Earth были достаточно удачными, и добились скромного успеха.
Warzone 2100, разработанная компанией Pumpkin Studios, ввела систему конструирования техники из составных частей. Игроку в Warzone 2100 необходимо исследовать технологическую цепочку для новых видов оружия, брони, колес, а затем собирать из доступных компонентов технику. Кроме этого, чтобы не перегружать игрока микроуправлением большого количества единиц, Pumpkin Studios разработала «революционный» ИИ, что сделало игру первой стратегией с «разумным» поведением техники на поле боя без непосредственных команд игрока. В дополнение, игра развила трехмерную графику и повысила уровень проработки моделей по сравнению с Total Annihilation.
В 1999 году компания Sierra Entertainment издала игру Homeworld, разработанную Relic Entertainment. Homeworld переместила действие в глубокий космос, и стала полностью трехмерной, введя возможность перемещения во всех плоскостях. Игра была структурирована по обычному RTS шаблону, когда игрок командует флотом, строит больше кораблей, исследует новые технологии и собирает ресурсы, но сама её космическая природа была отходом от жанра. Однопользвательская кампания в Homeworld также ввела новый концепт в жанр RTS: постоянство. Все корабли и ресурсы, накопленные в предыдущей миссии, переносятся в следующую. При этом, сложность новой миссии зависела от действий в предыдущей, что иногда требовало от игрока переиграть её.
Command and Conquer: Red Alert 2, разработанная Westwood Studios и изданная Electronics Arts в октябре 2000 года, являлась стратегией с двухмерной графикой, но использовала воксели, так называемые «объёмные пиксели», для имитации трехмерной графики. Несмотря на то, что игра использовала изменённый движок Tiberian Sun, её геймплей был другой, и значительно более быстрый. К примеру, Terror Drones Советского Союза были настолько быстры, что у игроков были проблемы с попаданием мышью по ним, когда они перемещались по карте. Наиболее сильный тип единиц в игре, танки, был также и наиболее быстрым, быстрее чем авиация. Также был введён концепт единицы с функционалом, меняющимся в зависимости от её пассажира.
Изданная GSC Game World в 2000 году игра «Казаки: Европейские войны» позволила игрокам управлять большими армиями, с отрядами по 196 солдат, и основала свои миссии на известных исторических событиях, например, взятие Нарвы в 1704 году. Warrior Kings 2002 года, по словам Ричарда Мосса из Ars Technica, «предложила более творческие и разнообразные миссии в кампании чем что-либо до неё, наряду с огромными на то время сражениями», а «Король друидов», также 2002 года, стала гибридом RTS и RPG, с раздельными стратегическими и приключенческими режимами, элементы которых были переплетены между собой.
Вышедшая в 2001 году Shogun: Total War соединила жанры стратегии в реальном времени, пошаговой стратегии и тактики в реальном времени. Боевые действия в реальном времени были совмещёны с большой «глобальной картой», на которой игроку нужно было управлять своим королевством из периода Сэнгоку, и где обычный для RTS бой стал одним из элементов общей картины, где также нужно было контролировать ресурсы, застраивать провинции и тренировать армии для атак на соперничющих военачальников. Серия была продолжена играми Medieval: Total War, Rome: Total War и Medieval II. Аналогичный глобальный режим позже применялся и в других играх в жанре RTS, к примеру, в Warhammer 40,000: Dawn of War — Dark Crusade и The Lord of the Rings: Battle for Middle-Earth II.
Warcraft III: Reign of Chaos, изданная в середине 2002 года, изначально предполагалась в другом жанре, «ролевой стратегии», или role-playing strategy, RPS. Предполагалось, что подразделения будут управляться специальной единицей, «героем», и что игрок не может строить постройки, и что они уже есть на карте, и можно покупать подразделения из них. Однако в Blizzard не стали рисковать, и вернулись к более традиционному типу стратегий, основав его на «героях». Хоть более ранние RTS и использовали «героические» единицы, геймплей Warcraft III был построен целиком вокруг них. Герои стали развиваться по уровням, выбирая способности из списка, и получили возможность носить экипировку. Для получения опыта и экипировки игроку нужно убивать существ, раскиданных по карте и названных «крипами», а сам процесс их убиения назван «крипингом».

### Специализация и эволюция

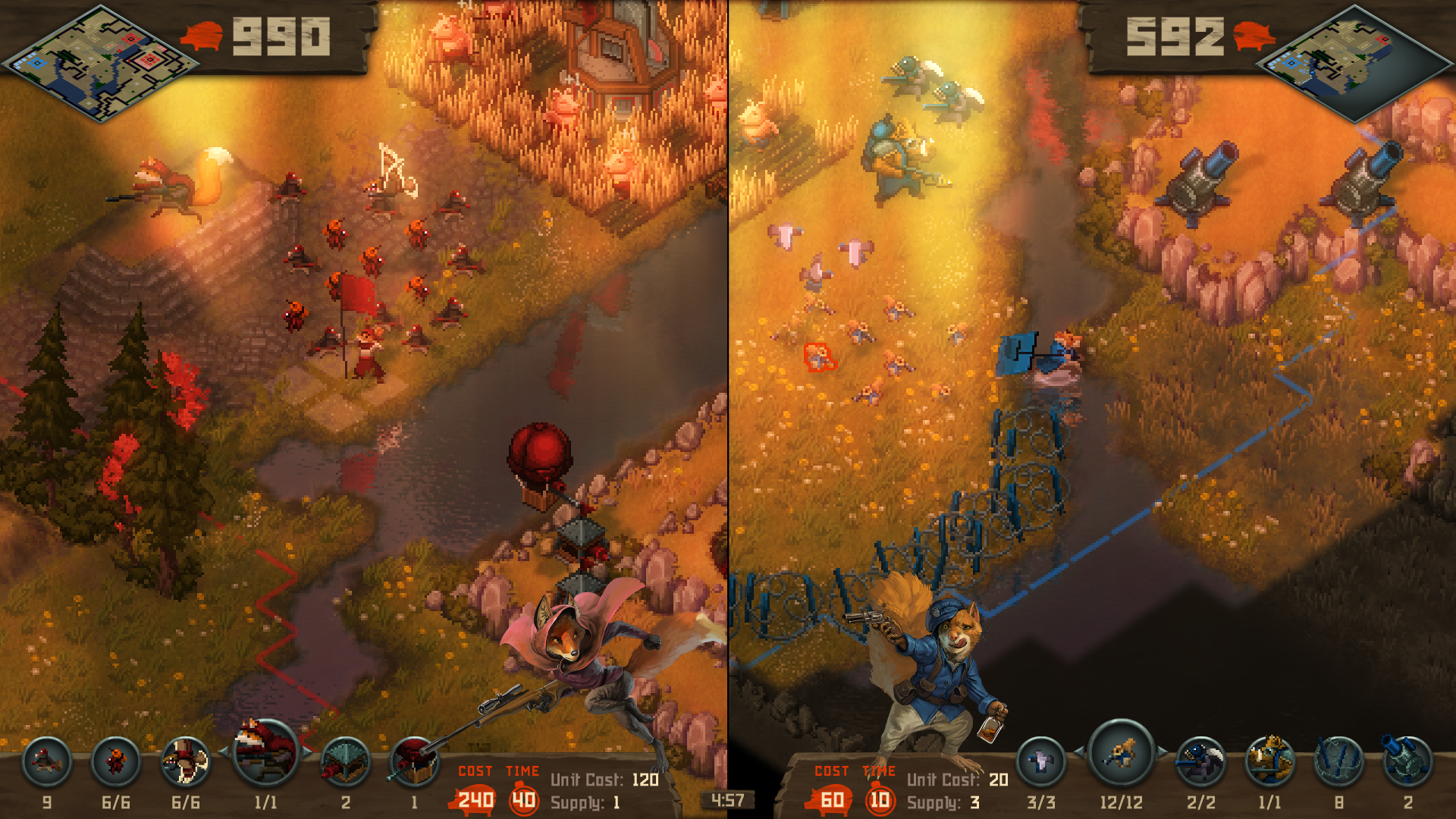
Режим игры с разделённым экраном в Tooth and Tail

Часть стратегий начала специализироваться и отходить от сбора ресурсов и постройки баз, вместо этого введя захват и удержание контрольных точек, и присылку подкреплений. Одной из первых игр с такой концепцией стала Ground Control II от Massive Entertainment, наработки которой позднее были развиты Warhammer 40,000: Dawn of War и Company of Heroes, которые также ввели систему морали у подразделений. Company of Heroes, развив шаблон, заданный Dawn of War, стала по сути тактикой в реальном времени с стратегическим слоем, оставив необходимость в улучшении боевых подразделений и рекрутировании новых.
Из жанра стратегии вырос новый жанр, Multiplayer Online Battle Arena, буквально «многопользовательская онлайновая боевая арена». Жанр MOBA взял своё начало с пользовательской карты Aeon of Strife для Starcraft, созданной пользователем под псевдонимом Aeon64 с помощью редактора StarEdit. Карта имела характерный для последующих игр жанра MOBA вид с тремя «линиями»; игрок управлял одним сильным героем из восьми на выбор, сражаясь против множества управляемых компьютером врагов. С выходом Warcraft III концепт получил развитие в виде карты Defense of the Ancients. Именно DotA заложила почву для возникновения множества подобных ей игр жанра, позднее обозначенного как MOBA.
Первой самостоятельной коммерческой игрой в этом жанре — не модификацией другой игры — стала Demigod 2009 года, разработанная Gas Powered Games. Следом за ней вышли League of Legends 2009 года от Riot Games и Heroes of Newerth от S2 Games, вышедшая в 2010 году. В 2010 году компания Valve Corporation зарегистрировала слово «DOTA» как собственный товарный знак, позже анонсировав и выпустив игру Dota 2. Компания Blizzard Entertainment, безуспешно оспаривавшая права Valve на товарный знак «DOTA», в 2015 году выпустила собственную игру с персонажами из игр Diablo, Warcraft и StarCraft под названием Heroes of the Storm.
В 2017 году вышла игра Tooth and Tail от компании Pocketwatch Games, разработчики которой попытались переосмыслить жанр RTS, создав стратегию без микроконтроля и высокого количества действий в минуту. Планировалось что игра должна одинаково хорошо работать и с геймпада, и с клавиатуры с мышью. Игрок, в отличие от других игр жанра, не управляет боевыми единицами напрямую с помощью курсора, а делает это через командира, который передвигается по процедурно сгенерированной карте, отдаёт приказы войскам, захватывает базы и размещает постройки.